# Secretário de Defesa dos Estados Unidos
O Secretário de Defesa (SecDef) é o chefe do Departamento de Defesa dos Estados Unidos, o departamento executivo das Forças Armadas dos Estados Unidos, e é um membro de alto escalão do gabinete federal. A posição de comando e autoridade do secretário de defesa sobre as forças armadas fica atrás apenas do presidente dos Estados Unidos, que é o comandante-em-chefe. Esta posição corresponde ao que é geralmente conhecido como ministro da defesa em muitos outros países. O secretário de defesa é nomeado pelo presidente com o conselho e consentimento do Senado, e é por costume membro do Gabinete e por lei membro do Conselho de Segurança Nacional. 
O secretário de defesa é um cargo estatutário, e a disposição geral em 10 USC  § 113 prevê que "sujeito à direção do presidente", seu ocupante tem "autoridade, direção e controle sobre o Departamento de Defesa". O mesmo estatuto designa ainda o secretário como "o principal assistente do Presidente em todos os assuntos relativos ao Departamento de Defesa". Para garantir o controle civil das forças armadas, ninguém pode ser nomeado secretário de defesa dentro de sete anos de serviço como oficial comissionado de um componente militar regular (ou seja, não-reserva) sem uma renúncia do Congresso.
Sujeito apenas às ordens do presidente, o secretário de Defesa está na cadeia de comando e exerce comando e controle, tanto para fins operacionais quanto administrativos, sobre todos os ramos de serviço administrados pelo Departamento de Defesa – Exército, Corpo de Fuzileiros Navais, Marinha, Força Aérea e Força Espacial – bem como a Guarda Costeira quando seu comando e controle são transferidos para o Departamento de Defesa. Somente o secretário de Defesa (ou o presidente ou o Congresso) pode autorizar a transferência do controle operacional das forças entre os três departamentos militares (Departamento do Exército, Marinha e Aeronáutica) e os onze Comandos Combatentes Unificados. Como o secretário de defesa é investido de poderes legais que excedem os de qualquer oficial comissionado, e perde apenas para o presidente na hierarquia militar, seu titular às vezes tem sido oficialmente referido como "vice-comandante-em-chefe". O presidente do Estado-Maior Conjunto é o principal assessor militar do secretário de defesa e do presidente; embora o presidente possa auxiliar o secretário e o presidente em suas funções de comando, o presidente não está na cadeia de comando.
O secretário de Estado, o secretário do Tesouro, o secretário de Defesa e o procurador-geral são geralmente considerados os quatro funcionários mais importantes do gabinete devido ao tamanho e importância de seus respectivos departamentos. O atual secretário de defesa é o veterano do Exército Pete Hegseth.